# بريسيمينيستير
بريسيمينيستير (بالفرنسية: PriceMinster) هي شركة فرنسية مختصة في التبادل التجاري بين المستهلكين (B2B) وتدير موقع التجارة الإلكترونية على شبكة الإنترنت PriceMinister.com، وهي بذلك تحتل المرتبة الثانية بين مواقع التسوق الإلكتروني الفرنسي. وهي أيضا متواجدة في السوق الإسبانية. أنشئت في أوت 2000، يقع مقرها الرئيسي في باريس في 57، شارع دولافيلات، الذي كان مصنع مناطيد في أواخر القرن التاسع عشر.
في 17 جوان 2010، أدمجتها مجموعة راكوتن (Rakuten)، رقم واحد التجارة الإلكترونية اليابانية. انتقلت الشركة مطلع عام 2012 إلى مقرها الجدديد بشارع ريومير. الشركة تشغل حوالي 200 موظف، وقد تم زيارة موقعها من طرف أكثر من 12 مليون مشترك مختلف حسب إحصائيات نيالسن لإحصاء الأنترنت (Nielsen Netratings)، الوقع يعرض حوالي 170 مليون بضاعة مختلفة.

## وصلات خارجية
- الموقع الرسمي